# アレン・ニューウェル賞
アレン・ニューウェル賞（ACM-AAAI Allen Newell Award）は、アメリカ人工知能学会 (AAAI) と Association for Computing Machinery (ACM) の共催により、計算機科学の領域拡大や他の学問領域との架け橋となるような貢献をした人物に与えられる賞である。人工知能研究の第一人者アレン・ニューウェルを称えて1994年に創設された。副賞として1万ドルが与えられる。

## 受賞者
- 1994年 フレデリック・ブルックス
- 1995年 ジョシュア・レーダーバーグ
- 1997年 カーバー・ミード
- 1998年 Saul Amarel
- 1999年 ナンシー・レブソン
- 2000年 ロトフィ・ザデー
- 2001年 Ruzena Bajcsy
- 2002年 ピーター・チェン
- 2003年 David Haussler, ジューディア・パール
- 2004年 Richard P. Gabriel
- 2005年 Jack Minker
- 2006年 Karen Spärck Jones
- 2007年 Leonidas Guibas
- 2008年 Barbara Grosz, Joseph Halpern
- 2009年 Michael I. Jordan
- 2010年 金出武雄
- 2011年 Stephanie Forrest
- 2012年 Moshe Tennenholtz, Yoav Shoham
- 2014年 Jon Kleinberg
- 2015年 Eric Horvitz
- 2016年 Jitendra Malik
- 2017年 Margaret A. Boden
- 2018年 Henry A. Kautz
- 2019年 Lydia Kavraki, Daphne Koller
- 2020年 Hector J. Levesque,年 Moshe Y. Vardi
- 2021年 Carla Gomes
- 2022年 Bernhard Schölkopf, スチュアート・ラッセル
- 2023年 David Blei
- 2024年 Peter Stone